# Limnebius canariensis
Limnebius canariensis är en skalbaggsart som beskrevs av Armand D'Orchymont 1938. Limnebius canariensis ingår i släktet Limnebius och familjen vattenbrynsbaggar. Inga underarter finns listade i Catalogue of Life.